# 信貴山城之戰
信貴山城之戰是天正5年（1577年）松永久秀起兵背叛織田信長，反遭織田軍攻破居城滅亡，又稱「松永久秀討伐戰」。

## 背景
天正5年（1577年）8月，在上杉謙信、毛利輝元相繼與織田信長為敵後，松永久秀、松永久通父子突然帶兵撤離天王寺砦，不再加入對本願寺顯如的包圍，回到居城信貴山城補強工事。而織田信長在9月時派家臣松井友閑前去了解狀況，並希望松永父子回心轉意，但松永久秀表明堅持反出織田家。
確認松永久秀再次叛變後，織田信長派遣矢部家定、福富秀勝前往京都，捉拿松永家交出的人質，松永久通兩個只有11與12歲的兒子。儘管留宿在村井貞勝宅邸的兩人盡力為活命而請求，但在織田信長嚴令下，兩人最後還是在10月5日於六条河原被處刑。

## 戰況
而在9月27日時，織田信長便命令嫡長子織田信忠率領佐久間信盛、細川藤孝、羽柴秀吉、明智光秀、筒井順慶、丹羽氏勝等人出陣攻打松永久秀。織田信忠派遣明智光秀、筒井順慶跟細川藤孝於10月1日率先攻打松永久秀配下森秀光、海老名勝正兩人率1千多人鎮守的支城片岡城，細川藤孝之子細川忠興和弟弟細川昌興雖是初陣，卻立下一番乘的功勞，率先攻破城門，城兵趕緊以鐵砲、弓矢攻擊入城的織田軍，細川家臣松井康之也率兵保護細川兄弟，並攻入城中廝殺。最後在明智光秀軍折損20多人，細川軍折損30多人的代價下，織田軍順利奪下此城，殺死城兵150人，森秀光、海老名勝正雙雙戰死，織田信長戰後獲知戰況，也頒下感狀給細川兄弟。

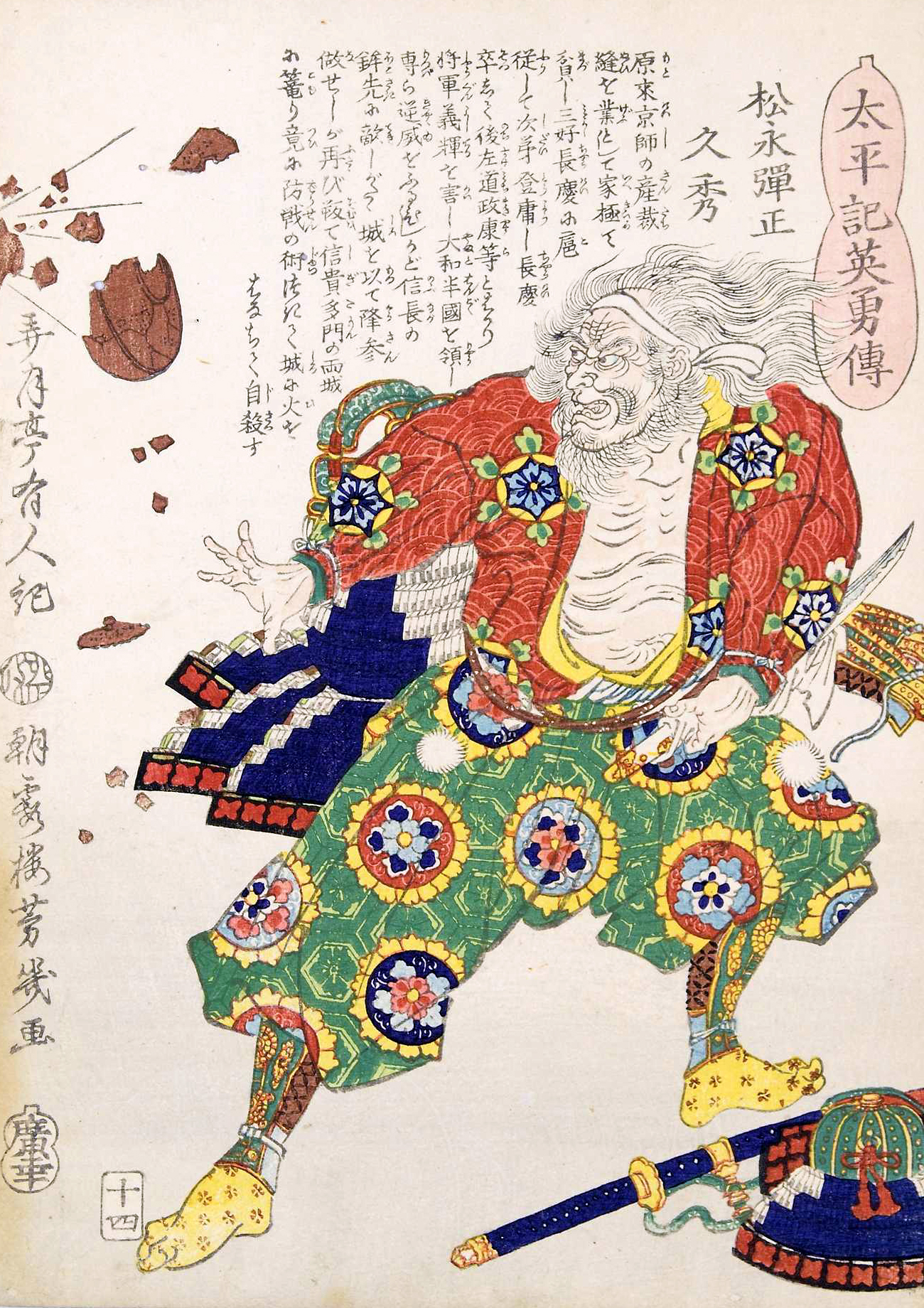
松永久秀画像

10月3日，織田信忠率領4萬大軍正式包圍信貴山城，並在城下放火，但由松永久秀親自構築的信貴山城門戶甚堅，且松永家臣飯田基次還一度率200勇兵出城力戰，造成織田軍數百死傷。但松永久秀也自知兵力跟織田軍相差太多，因此派遣家臣森好久向石山本願寺、毛利輝元求援，但曾為筒井家臣的森好久在出城後卻奔入筒井軍松倉重信的陣地，表示改投織田方的意思，並將松永久秀的計畫全數告知筒井順慶。筒井順慶大喜下，贈與森好久金子三十貫作為獎賞，筒井順慶撥出200人在10月9日晚間繞道河內偽稱是石山本願寺派來的援軍，在森好久的帶領下順利進入信貴山城搏得松永久秀父子的信任。
但在《本朝通鑑》中的紀錄則是森好久是誤入佐久間信盛陣中，遭到佐久間信盛逮捕，在佐久間信盛跟織田信忠商議後，安排人手冒充雜賀眾混入信貴山城裡。
因此筒井順慶在10月10日主動向織田信忠請纓率領5千兵力擔任先鋒攻城，而織田信忠也隨後安排佐久間信盛、羽柴秀吉、明智光秀、丹羽氏勝於各處攻城，雖然松永家臣飯田基次、入江大五郎、岩成小次郎初接陣時擊退了筒井軍，但森好久率領偽裝一向一揆眾的筒井軍在三之丸叛變，從內部瓦解信貴山城的防禦，令織田軍迅速攻破城池，松永久秀知曉兵敗後將平蜘蛛釜痛擲落地，唸過10遍妙法蓮華經後切腹自盡，家臣入江大五郎、岩成小次郎、松永大次郎相繼戰死，飯田基次則率50名士兵猛向織田軍的筒井順慶隊、細川藤孝隊衝去，造成細川軍50人死傷，後在衝往明智光秀軍時被擊敗，飯田基次遭明智光春討取。筒井順慶軍雖討取700人，卻也陣亡500人，松永軍整體陣亡3千人，信貴山城在混戰中遭到焚毀。
松永久秀死前，其子松永久通想與父親一同切腹，但反被松永久秀責罵，逼迫松永久通離城逃生，但松永久通依然被織田軍捉拿處死。但一般來說，因為父子同時死於此戰中，所以也有松永久通與父親久秀一起切腹而亡的說法。

## 戰後
筒井順慶獲得織田信長加封，成為織田家支配大和國的主要勢力，織田信忠因此功勞被織田信長表奏為三位中將的官職，由於信貴山城被攻破焚燬的日期正好與十年前松永久秀火燒東大寺之日相同，因而被認為是因果循環。

## 逸話
- 松永久秀死後，替他收埋的竟是一向不睦的筒井順慶。
- 據說久秀死前曾經因為擔心切腹時中風，會受人恥笑連切腹都做不到，因此先接受針灸才切腹。